# Блоксом (Вірджинія)
Блоксом (англ. Bloxom) — місто (англ. town) в США, в окрузі Аккомак штату Вірджинія. Населення — 387 осіб (2010).

## Географія
Блоксом розташований за координатами 37°49′45″ пн. ш. 75°37′17″ зх. д. / 37.82917° пн. ш. 75.62139° зх. д. (37.829065, -75.621408).  За даними Бюро перепису населення США в 2010 році місто мало площу 0,87 км², уся площа — суходіл.

## Демографія
Згідно з переписом 2010 року, у місті мешкало 387 осіб у 156 домогосподарствах у складі 99 родин. Густота населення становила 447 осіб/км².  Було 184 помешкання (212/км²).
Расовий склад населення:
| - 76,7 % — білих - 12,9 % — чорних або афроамериканців - 0,3 % — корінних американців - 8,8 % — осіб інших рас |

До двох чи більше рас належало 1,3 %. Частка іспаномовних становила 10,9 % від усіх жителів.
За віковим діапазоном населення розподілялося таким чином: 28,4 % — особи молодші 18 років, 53,3 % — особи у віці 18—64 років, 18,3 % — особи у віці 65 років та старші. Медіана віку мешканця становила 36,4 року. На 100 осіб жіночої статі у місті припадало 100,5 чоловіків;  на 100 жінок у віці від 18 років та старших — 96,5 чоловіків також старших 18 років.
Середній дохід на одне домашнє господарство  становив 47 151 долар США (медіана — 41 250), а середній дохід на одну сім'ю — 55 228 доларів (медіана — 47 000). За межею бідності перебувало 18,7 % осіб, у тому числі 27,7 % дітей у віці до 18 років та 6,0 % осіб у віці 65 років та старших.
Цивільне працевлаштоване населення становило 176 осіб. Основні галузі зайнятості: роздрібна торгівля — 27,3 %, публічна адміністрація — 13,6 %, виробництво — 10,8 %, освіта, охорона здоров'я та соціальна допомога — 10,2 %.